# La TV fa 70
La tv fa 70 è stato uno speciale televisivo in onda su Rai 1 il 28 febbraio 2024 in prima serata in occasione dei 70 anni della televisione italiana.
Il programma, condotto da Massimo Giletti, lo ha visto anche nella veste di autore insieme a Giovanni Filippetto, Salvo Guercio, Emanuela Imparato, Maria Cristina Maselli e Paola Vedani.

## Il programma
Lo speciale è in onda in occasione dei festeggiamenti dei 70 anni della televisione italiana (la Rai) e dei 100 anni dalla nascita della radio. Durante la serata, sono ospiti alcuni tra i più celebri personaggi della storia della tv, in studio o in collegamento, a cui si aggiungono alcuni intervenuti tramite videomessaggio. La serata di varietà, unita a talk show, mostra inoltre un'ampia selezione di video scelti dalle Teche Rai in occasione di tali festeggiamenti. La serata viene condotta da Massimo Giletti, in occasione del suo rientro in Rai dopo alcuni anni a LA7.

## Promozione
Durante la settimana di Sanremo 2024 è in onda lo spot pubblicitario della trasmissione: un promo che è dedicato proprio alla televisione italiana inscenando alcuni tra i più celebri momenti. Un secondo spot, in onda nelle settimane successive, mostra invece il dietro le quinte della serata. La presentazione dello spettacolo avviene anche durante lo stesso Festival di Sanremo, grazie alla presenza in studio del conduttore Massimo Giletti. Lo stesso Giletti, sempre per la presentazione di tale speciale, prende parte anche alla puntata del 25 febbraio 2024 di Domenica in ed è ospite in studio nell'edizione delle 20:00 del TG1, che precede la messa in onda dello special. 

## Ospiti
Vengono di seguito riportati gli ospiti intervenuti durante la serata:

### In studio
- Amadeus
- Angelina Mango
- Alberto Angela
- Evan Milani
- Carlo Conti
- Paolo Bonolis
- Gaia
- Antonella Clerici
- Giancarlo Magalli
- Piero Chiambretti
- Francesca Fagnani
- Noemi
- Serena Rossi
- Claudia Gerini
- Iva Zanicchi
- Simona Ventura
- Colapesce Dimartino
- Marisa Laurito
- Bruno Vespa
- Enrico Mentana
- Vito Molinari
- Andy Luotto
- Nina Soldano

### In collegamento
- Pippo Baudo
- Renzo Arbore
- Francesco Gabbani
- Giorgia
- Maria De Filippi
- Fiorello

### In videomessaggio
- Michele Guardì
- Anna Falchi
- Tiberio Timperi
- Flora Canto
- Stefano Palatresi
- Sigfrido Ranucci
- Eleonora Daniele
- Francesco Giorgino
- Amanda Lear
- Livio Beshir
- Margherita Granbassi
- Giuseppe Calabrese
- Sveva Sagramola
- Massimiliano Ossini
- Daniela Ferolla
- Federico Ruffo
- Michele Mirabella
- Benedetta Rinaldi
- Francesca Parisella
- Nicola Savino
- Simona Izzo
- Gigi D'Alessio
- Lorena Bianchetti
- Giorgio Panariello
- Luca e Paolo
- Pif
- Gigi Marzullo

## Accoglienza

### Ascolti
Il programma è stato seguito da 2 511 000 spettatori con uno share del 20%.

### Critica
(Aldo Grasso, Corriere della Sera, 29 febbraio 2024)